# Чемпионат СССР по дзюдо 1991
18-й Чемпионат СССР по дзюдо прошёл в Минске 24-27 июля 1991 года.

## Медалисты
| Весовая категория           | Золото                      | Серебро                   | Бронза                                               |
| --------------------------- | --------------------------- | ------------------------- | ---------------------------------------------------- |
| Наилегчайший вес (до 60 кг) | Эльчин Исмаилов Азербайджан | Ибрагим Бахаев Россия     | Фархад Агаев Узбекистан Амиран Тотикашвили Грузия    |
| Полулёгкий вес (до 65 кг)   | Гурам Модебадзе Грузия      | Сергей Космынин Россия    | Шухрат Гафуров Узбекистан Маирбек Багаев Россия      |
| Лёгкий вес (до 71 кг)       | Магомедбек Алиев Махачкала  | Владимир Дгебуадзе Грузия | Владимир Костровец Молдавия Сергей Аширов Казахстан  |
| Полусредний вес (до 78 кг)  | Башир Вараев Россия         | Юрий Паскарь Молдавия     | Павел Ясеновский Белоруссия Бато Джикури Грузия      |
| Средний вес (до 86 кг)      | Тагир Абдулаев Россия       | Давид Багаури Грузия      | Валерий Юданов Украина Виталий Будюкин Россия        |
| Полутяжёлый вес (до 95 кг)  | Коба Куртанидзе Грузия      | Гиви Гаургашвили Россия   | Леонид Свирид Белоруссия Дмитрий Соловьёв Узбекистан |
| Тяжёлый вес (свыше 95 кг)   | Давид Хахалейшвили Грузия   | Олег Грицышин Украина     | Руслан Шарапов Белоруссия Руслан Иргашев Узбекистан  |
| Абсолютная категория        | Евгений Долинин Белоруссия  | Евгений Печуров Россия    | Андрей Герасимов Узбекистан Игорь Пешков Казахстан   |